# فاتن فريد
فاتن فريد (18 يونيو 1945 - 15 فبراير 2007)، مغنية وممثلة مصرية.

## عن حياتها
مولودة في القاهرة، تخرجت من معهد الموسيقى العربية القسم الحر في 1975 عملت في السينما لمعت أولاً كمغنية في سوريا ولبنان، ثم غنّت بصوتها في بعض الأفلام عملت في مسلسلات عروس بولاق، رجل خطير، الست إبتسام، وعملت في مسرحيات حركة واحدة أضيعك، حلم ليلة صيف، قامت في الثمانينات والتسعينيات القرن العشرين بإنتاج أفلامها التي قات بأدوار البطولة من أغنيتها «جيالك» جسدت شخصية الفتاة الشعبية واتجهت إلى السينما من أجل أداء أغنيتها.

## وفاتها
```
في يوم الخميس الموافق 15 فبراير عام 2007 تعرضت فاتن فريد إلى طعنات بالسكين في صدرها وبطنها، وقُبض حينها على الجاني واسمه ياسر علي عبد الله يبلغ من العمر 25 عاما كان موظفا في محطة بنزين يملكها زوج فاتن فريد.
```

```
لفظت فاتن أنفاسها داخل مستشفى الهرم، وقد كشفت التحقيقات التفاصيل وأمرت النيابة بحبس المتهم 4 أيام على ذمة التحقيقات وصرحت بدفن جثة القتيلة بعد تشريحها لبيان سبب الوفاة واستمعت لأقوال حارس العقار الذي أمسك بالمتهم وسلّمه لرجال المباحث.
```

```
نشرت وسائل الإعلام وقتها أن سبب مقتلها هو أن ياسر عبد الله طرده زوجها محمود خليفة من العمل، فذهب إلى منزله فلم يجده ووجد فاتن التي سألته سبب مجيئه فقال لها إنه يرغب في العودة للعمل لكن الحوار انتهى بمشادة.
```

```
شاهد الجاني سكينا في صالة الشقة التقطها بسرعة وسدد طعنة نافذة بالبطن، أخرجت أحشاء الضحية وسدد طعنة نافذة بالصدر، أحدثت جرحا في الرئة، تسبب في نزيف داخلي، فانطلقت صرخات الضحية وتجمع الجيران وفر المتهم هاربا، تتبع الحارس خطواته، وأمسك به وسلمه لرجال المباحث.
```

```
هويدا ابنة الضحية التي تسكن بجوارها حضرت على صوت الصرخات، شاهدت والدتها ترقد على الأرض والدماء تنزف منها بغزارة، احتضنتها بقوة رددت الأم بصوت ضعيف: ياسر قتلني، وتوقفت كلماتها وراحت في غيبوبة.
```

```
استدعى الجيران سيارة الإسعاف ونُقلت المطربة إلى مستشفى الهرم وبعد ساعة من الدخول انتهت حياتها داخل غرفة العناية المركزة.
```

```
بنات فاتن فريد لم يقتنعن بما جرى واتهمن زوجها بأنه وراء الجريمة فقد أجرت إحدى الصحف حوارا مع إحدى بناتها وتدعى سمر قالت إن أمها اتصلت بها قبل الجريمة بيومين تحدثت فيها معها بغضب شديد من زوجها وأنها قررت الانفصال عنه وحاولت الإبنة في الحوار أن تلقي المسئولية في الجريمة على زوج أمها رغم أنه في التحقيقات أثبت وجوده في مكان آخر .
```

## أعمالها
- [2] 1. صراع الأقوياء
- مسلسل 2001
- 2. الخطيئة السابعة
- فيلم 1996
- 3. امراة تدفع الثمن
- فيلم 1993 ناهد
- 4. الجدعان الثلاثة
- فيلم 1988
- 5. ولو بعد حين
- فيلم 1988
- 6. الزنكلوني
- مسلسل 1985 مطربة
- 7. وحوش الميناء
- فيلم 1983 دنيا
- 8. لقاء هناك
- فيلم 1976
- 9. عاشق الروح
- فيلم 1973
- 10. الرغبة والضياع
- فيلم 1972
- 11. الغفران
- فيلم 1971
- 12. العتبة جزاز
- فيلم 1969
- 13. عيد زواج
- سهرة تلفزيونية
- 14. نوارة
- فيلم